# Chiton magnificus
Chiton magnificus, cuyos nombres vulgares son canchalagua, quitón, apretador y piragüero, es una especie de poliplacóforo comestible en la familia Chitoninae.  El molusco habita en la zona intermareal de la costa poniente de América del Sur. La distribución de la especie va desde las islas Galápagos en el Ecuador hasta  el Cabo de Hornos a los 55° S.